# Grzegorz Ryś (siatkarz)
Grzegorz Ryś (ur. 3 sierpnia 1967 w Nysie) – polski siatkarz i trener.

## Wykształcenie i członek[3]
- 1992: AWF Kraków – magister wychowania fizycznego
- 2005: AWFiS Gdańsk – studia podyplomowe w zakresie: Przygotowanie trenerów do prowadzenia szkolenia zawodników – członków kadry narodowej
- 2010-2014: Członek Komisji Trenerskiej CEV
- 2012: AWF Kraków – trener klasy mistrzowskiej

## Życiorys

### Kariera zawodnika
Karierę sportową rozpoczął w wieku 13 lat jako gracz juniorów Stali Nysa. Następnie, uczęszczając do Studium Nauczycielskiego w Raciborzu, grał przez trzy lata w miejscowym KS AZS Rafako Racibórz. Po powrocie do Stali Nysa awansował wraz z tym klubem do pierwszej ligi. Jego kolejnymi klubami były: BBTS Włókniarz Bielsko-Biała, Beskid Andrychów oraz Górnik Radlin.

### Kariera trenerska
W 1995 zaczął pracę w SMS Rzeszów. Prowadził młodzieżowe reprezentacje narodowe, z którymi zdobył mistrzostwo świata juniorów, srebrny medal mistrzostw Europy kadetów i piąte miejsce mistrzostw świata kadetów. W sezonie 2002/2003 był trenerem zespołu Morze Bałtyk Szczecin, zaś w latach 2003–2006 pracował w występującym w Polskiej Lidze Siatkówki PZU AZS Olsztyn, z którym wywalczył dwukrotnie wicemistrzostwo Polski. W latach 2006–2007 był trenerem reprezentacji Egiptu, prowadził ją m.in. na mistrzostwach świata w Japonii w 2006 roku. Stracił posadę po dwóch porażkach z Rosją w Lidze Światowej w czerwcu 2007 roku. Później trener-koordynator w Szkole Mistrzostwa Sportowego w Spale, w latach 2008–2009 prowadził reprezentację Polski kadetów, zaś w 2010 roku był trenerem reprezentacji Polski juniorów. W trakcie sezonu 2010/2011 objął drużynę Avii Świdnik, ale nie zdołał utrzymać jej w I lidze. Przed sezonem 2011/2012 podpisał 3-letnią umowę z klubem PlusLigi Lotosem Treflem Gdańsk. W grudniu 2011 roku działacze rozwiązali z nim umowę.
W kolejnych latach pracował w Zjednoczonych Emiratach Arabskich, głównie z reprezentacją tego kraju oraz zespołem Al Ain, prowadził też reprezentację Egiptu do lat 23. W latach 2016–2019 trener reprezentacji Izraela.

## Jako siatkarz

### Sukcesy klubowe
I liga seria B:
- 1992

## Jako trener

### Sukcesy klubowe
Polska Liga Siatkówki:
- 2004, 2005
- 2006

### Sukcesy reprezentacyjne
Mistrzostwa Europy Kadetów:
- 2001

Mistrzostwa Świata Juniorów:
- 2003

Olimpijski Festiwal Młodzieży Europy:
- 2009